# Nash 600
El Nash 600 es un automóvil que fue fabricado por Nash-Kelvinator Corporation de Kenosha para los años modelo 1941 a 1949, después de lo cual pasó a llamarse Nash Statesman. Se posicionó en el segmento de mercado de bajo precio. El nombre "600" proviene de la capacidad anunciada del automóvil para recorrer 600 millas (965,6 km) con un tanque de gasolina. Introducido para el año modelo 1941, el Nash 600 se convirtió en el primer automóvil monocasco producido en masa en los Estados Unidos.

## Innovaciones

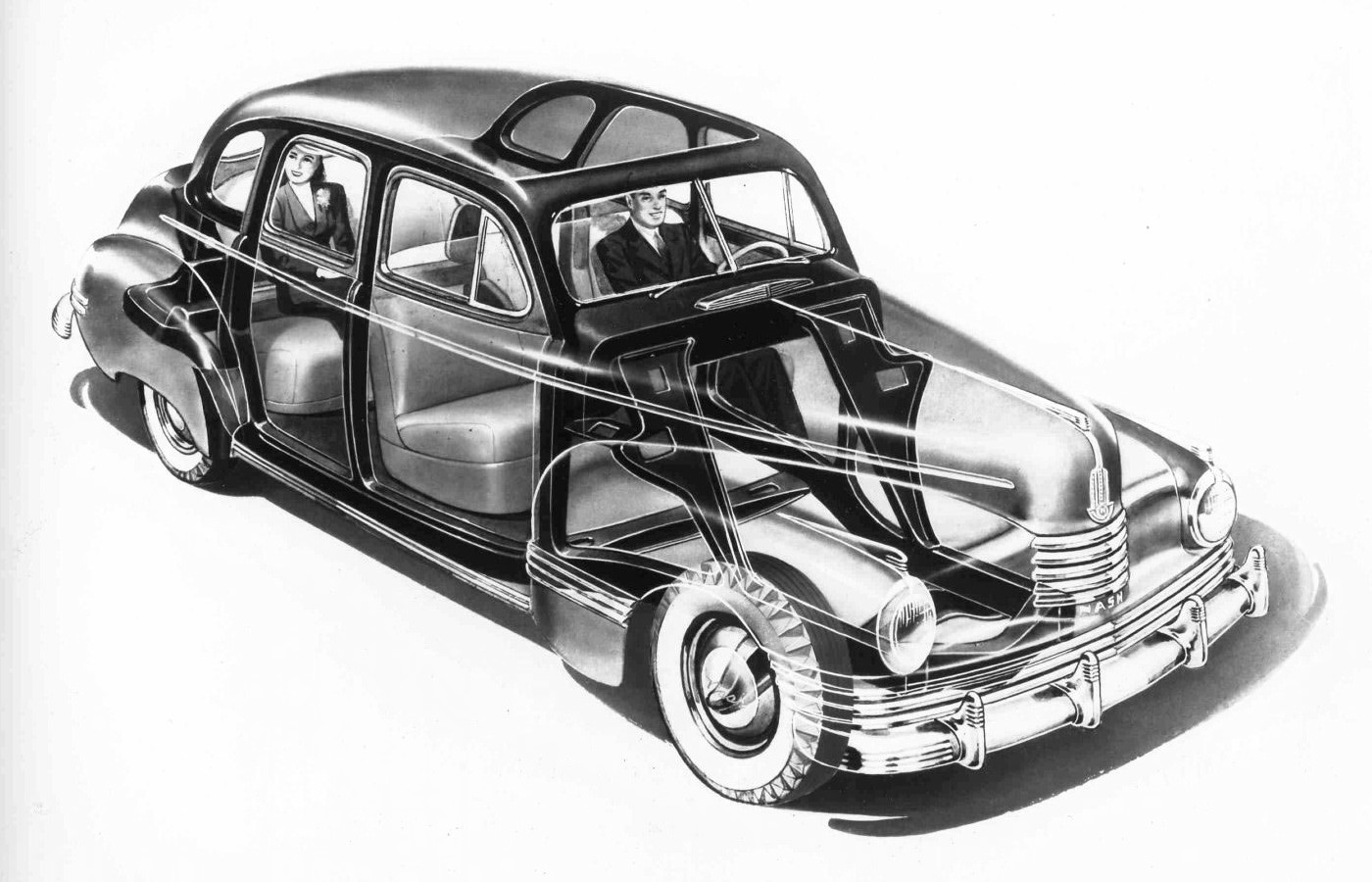
Comunicado de prensa de 1942, con un dibujo del Nash 600 que muestra su construcción monocasco

Al Nash 600 generalmente se le atribuye ser el primer automóvil estadounidense producido en masa que se construyó utilizando la técnica del monocasco, de forma que la carrocería y el bastidor se sueldan como una sola unidad, en lugar del sistema tradicional en el que la carrocería se atornillaba sobre un bastidor. La construcción unificada permitió a Nash anunciar que el automóvil era más liviano, más silencioso y más rígido que sus competidores. La eliminación del bastidor en favor de una construcción combinada de carrocería y chasis redujo el peso del automóvil en 500 libras (226,8 kg).
La innovación de Nash también requería nuevas técnicas para la reparación de los daños causados en el caso de un choque del vehículo. Esto incluyó el desarrollo de nuevas herramientas portátiles para permitir separar la carrocería de la estructura del vehículo, que fueron rápidamente aceptadas en todo el mundo.
La designación "600" del Nash reforzaba la afirmación del fabricante sobre la capacidad del modelo para recorrer 600 millas (966 km) con un tanque de gasolina. Esta autonomía era debida a la economía de combustible del motor del vehículo (comprendida entre 25 mpgAm (9,4 L/100 km) y 30 mpgAm (7,8 L/100 km)) combinada con la capacidad del depósito de combustible del automóvil (de 20 galones americanos (76 L)). Otra parte de su eficiencia se debió a su menor peso con respecto a coches similares.

## Modelos

### Antes de la guerra
Los nuevos automóviles se introdujeron en 1941 y se comercializaron como la serie Nash Ambassador 600 en cuatro versiones de carrocería: un sedán Slipstream de cuatro puertas (fastback) sin luces sobresalientes, estribos ni bisagras de puertas; como un sedán de cuatro puertas con baúl incorporado (ahora llamado estilo carrocería), como un cupé Brougham con asientos delanteros y traseros de ancho completo y como un cupé comercial con un compartimiento de carga espacioso en la plataforma trasera. Similar al Mobilgas Economy Run, un evento de 1941 patrocinado conjuntamente por la Asociación Estadounidense del Automóvil (AAA) y Gilmore Oil, una compañía petrolera con sede en California, se pudo comprobar que el nuevo Nash 600 era capaz de obtener un rendimiento de 25,81 mpgAm (9,1 L/100 km) en carreteras abiertas al tráfico, y ser proclamado ganador del "Mejor en su clase".
El 600 tenía un radio de giro de 33 pies (10,1 m). Estaba propulsado por un  motor de seis cilindros en línea de 172,6 plg³ (2,8 L) y 82 HP (61 kW; 83 CV) a 3.800 rpm,  que se hizo conocido por su economía de combustible. Disponía de una caja de cambios manual de tres velocidades con sobremarcha eléctrica y resortes helicoidales en las cuatro ruedas.
Para 1942, el Ambassador 600 fue una de las tres series de automóviles Nash. El estilo presentaba un frente revisado con las prominentes letras de la palabra NASH cromadas incorporadas en la moldura delantera, así como tapicería y molduras interiores mejoradas. Aunque el fabricante de automóviles comenzó a prepararse para las órdenes de la economía de guerra promulgadas por el Gobierno de los EE. UU., esperaba producir una cantidad considerable de modelos 600 económicos y de bajo precio.

### Posguerra
Nash comenzó la producción de automóviles después de la Segunda Guerra Mundial en el otoño de 1945. Hubo pocos cambios con respecto a los modelos de 1942, con la excepción de una moldura cromada revisada y una sección central saliente en parte inferior de la parrilla. A diferencia de la política de 1941-42 de usar la placa de identificación "Ambassador" en las tres series de Nash, el 600 se convirtió simplemente en el Nash 600, con la placa de identificación Ambassador reservada para el modelo sénior.
En 1946, el "600" presentaba un asiento trasero que podía convertirse en cama como opción, siendo posible dormir en el interior del vehículo colocando las piernas en la zona del maletero.
El 1948 fue el único año de la posguerra en el que Nash fabricó un 600 con el estilo de carrocería cupé como vehículo de trabajo. Este fue el modelo de precio más bajo con características mínimas, sin un asiento trasero (para tener espacio para las muestras), así como sin molduras cromadas, adornos o elementos de comodidad como una visera o apoyabrazos en las puertas.
El Nash 600 de 1948 (y el Ambassador Custom) fueron obra de Helene Rother, la nueva estilista de interiores de Nash, que presentó algunos de los interiores más elegantes de la industria. Entre sus contribuciones se encuentran los colores de tapicería y molduras que armonizan con colores exteriores específicos.

### Airflyte

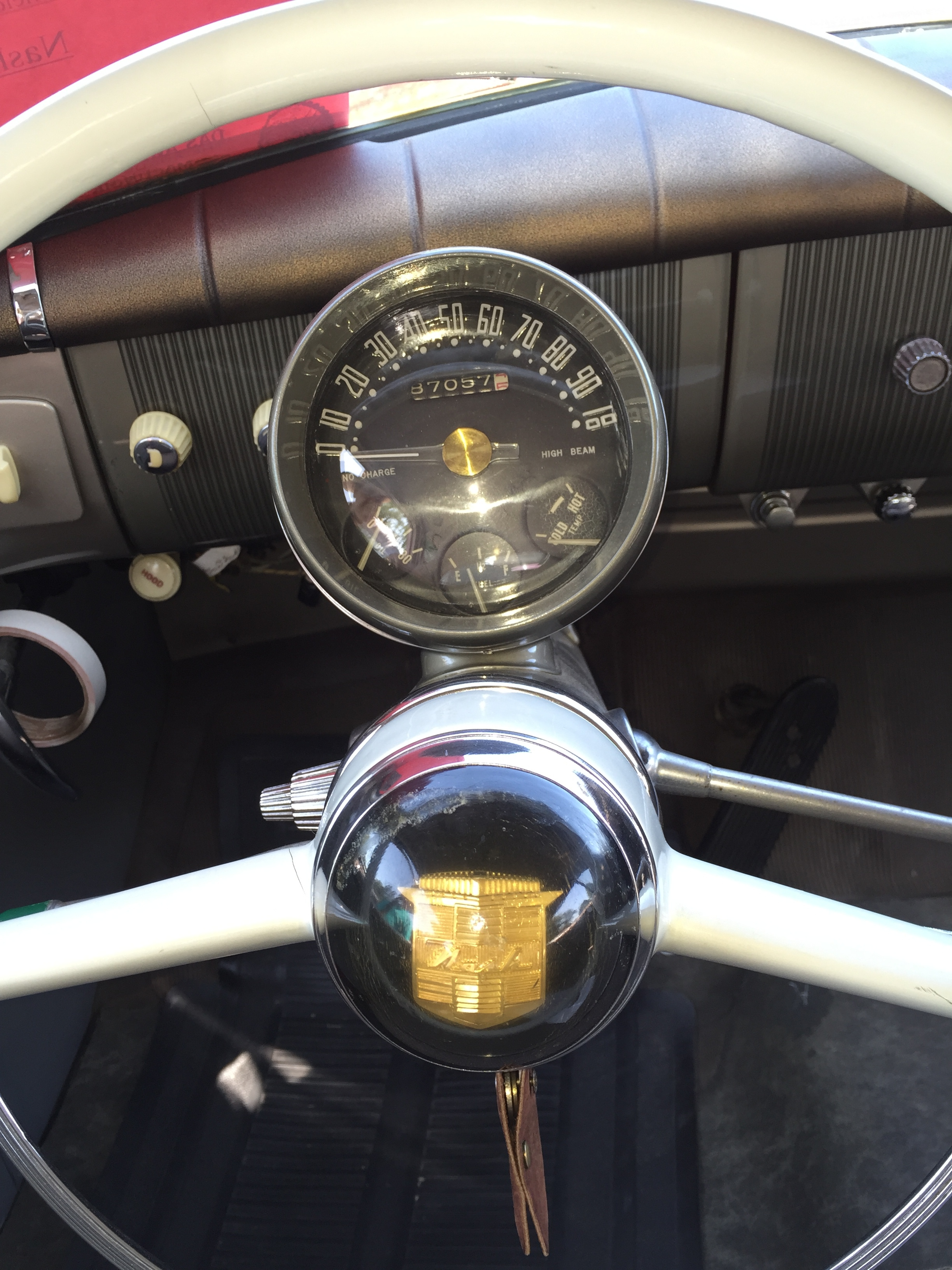
Módulo "Uniscope

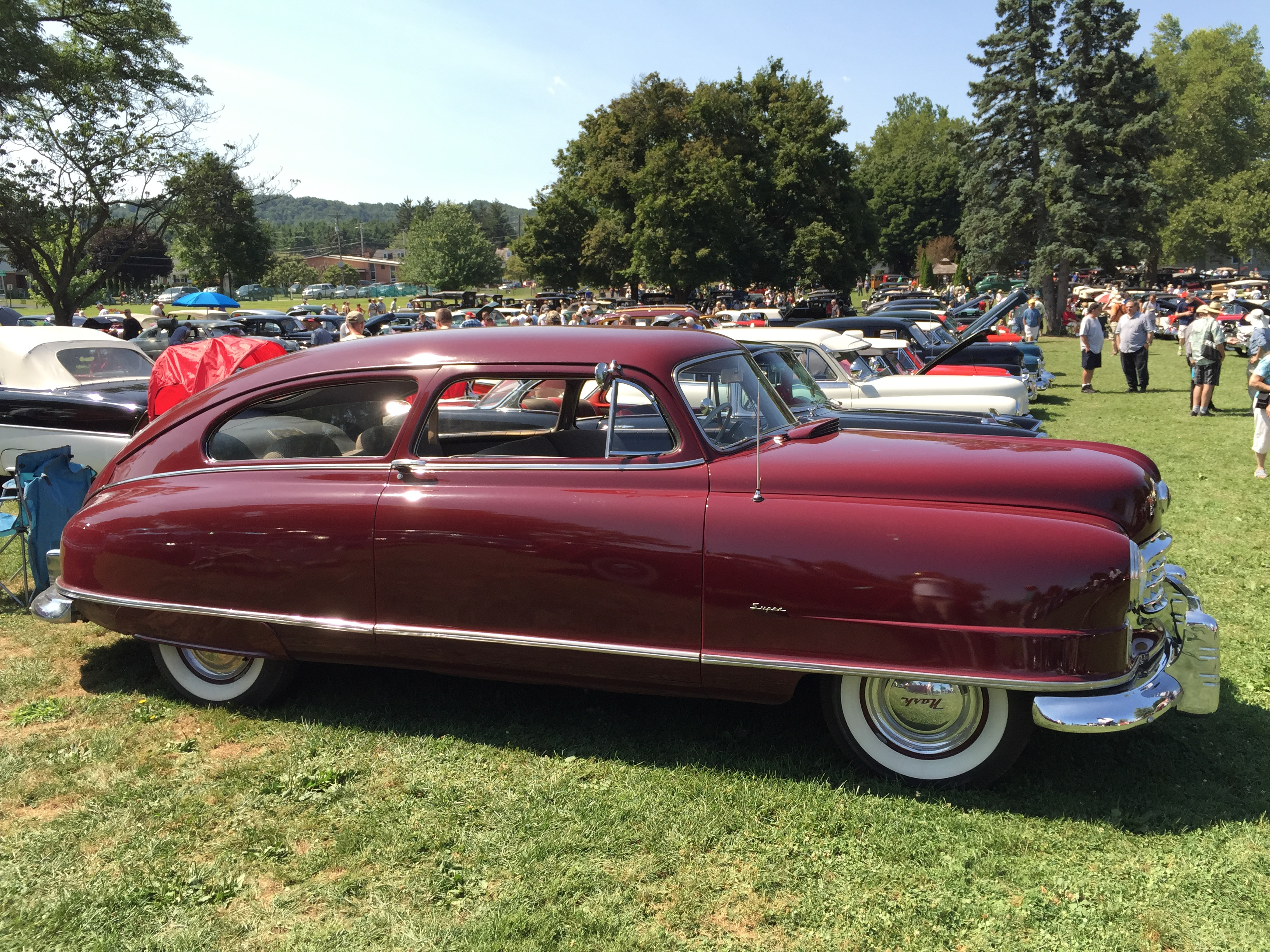
Nash 600 Super dos puertas Airflyte de 1949

El Nash 600 de 1949 presentó un nuevo diseño basado en la serie aerodinámica Airflyte que fue desarrollada por Nils E. Wahlberg, vicepresidente de ingeniería de Nash. Los nuevos coches se destacaron entre los de la competencia, siendo seis pulgadas (152 mm) más bajos que los de 1948,  aunque disponían de una inusual carrocería redondeada con guardabarros cerrados por la que los detractores del modelo lo apodaron como Nash "bañera". "La forma envolvente era la más aerodinámica en la carretera, un gran paso por delante del Packard vagamente similar" en aquel momento. El 600 se convirtió en la serie económica que competía con Chevrolet, Ford y Plymouth; mientras que el Ambassador se convirtió en el modelo prémium que se enfrentaba a marcas como Buick, Oldsmobile, Mercury, Chrysler, DeSoto y Hudson.
El sedán era el único estilo de carrocería disponible en dos o cuatro puertas y había tres series de acabado: Super, Super Special y Custom. Los interiores eran redondeados y el conductor disponía de una inusual cápsula de instrumentos "Uniscope" montada sobre la columna del volante. Opcional era una nueva "cama gemela" que se formaba dejando caer los dos respaldos de los asientos delanteros para encontrarse con el asiento trasero. La serie Nash 600 de 1949 se construyó sobre una distancia entre ejes de 112 pulgadas (284 cm) y se equipó con el motor I6 anterior de 172,6 plg³ (2,8 L), vendiéndose a precios más bajos que la serie Nash Ambassador que ahora se montaba sobre una distancia entre ejes más grande  de 121 pulgadas (307 cm) y que contaba con un motor estándar I6 de 234,8 plg³ (3,8 L) con válvulas en cabeza y con el cigüeñal apoyado en 7 rodamientos principales.